# Cycle solaire 8
Le cycle solaire 8 est le huitième cycle solaire depuis 1755, date du début du suivi intensif de l'activité et des taches solaires. Il a commencé en 1833 et s'est achevé en 1843.